# Салех Мохаммад (плавець)
Салех Мохаммад (27 квітня 1986) — сирійський плавець.
Учасник Олімпійських Ігор 2008 року.